# Kubuta
Kubuta – inkhundla w dystrykcie Shiselweni w Królestwie Eswatini.
Według spisu powszechnego ludności z 2007 roku, Kubuta miała powierzchnię 229 km² i zamieszkiwało ją 6922 mieszkańców (tylko Mangcongco i Somntongo miały mniejszą populację w kraju). Dzieci i młodzież w wieku do 14 lat stanowiły ponad połowę ludności (3669 osób). W całym inkhundla znajdowało się wówczas jedenaście szkół podstawowych i pięć placówek medycznych.
W 2007 roku Kubuta dzieliła się na pięć imiphakatsi: Ezishineni, Kakholwane, Kaphunga, Ngobelweni i Nhlalabantfu. W 2020 roku Kubuta składała się z ośmiu imiphakatsi: Ezishineni, Kagwebu, Kakholwane, Kambhoke, Kandlovu, Kaphunga, Ngobolweni i Nhlalabantfu. Przedstawicielem inkhundla w Izbie Zgromadzeń Eswatini był wówczas Mlamuli Mabuza.